# Гранд-Детур (Іллінойс)
Гранд-Детур (англ. Grand Detour) — переписна місцевість (CDP) в США, в окрузі Оґл штату Іллінойс. Населення — 424 особи (2020).

## Географія
Гранд-Детур розташований за координатами 41°54′4″ пн. ш. 89°24′47″ зх. д. / 41.90111° пн. ш. 89.41306° зх. д. (41.901154, -89.413090).  За даними Бюро перепису населення США в 2010 році переписна місцевість мала площу 3,66 км², з яких 3,03 км² — суходіл та 0,63 км² — водойми.

## Демографія
Згідно з переписом 2010 року, у переписній місцевості мешкало 429 осіб у 205 домогосподарствах у складі 135 родин. Густота населення становила 117 осіб/км².  Було 225 помешкань (61/км²).
Расовий склад населення:
| - 94,6 % — білих - 1,6 % — чорних або афроамериканців - 0,7 % — азіатів - 0,2 % — корінних американців - 1,9 % — осіб інших рас |

До двох чи більше рас належало 0,9 %. Частка іспаномовних становила 4,9 % від усіх жителів.
За віковим діапазоном населення розподілялося таким чином: 13,8 % — особи молодші 18 років, 59,9 % — особи у віці 18—64 років, 26,3 % — особи у віці 65 років та старші. Медіана віку мешканця становила 52,8 року. На 100 осіб жіночої статі у переписній місцевості припадало 98,6 чоловіків;  на 100 жінок у віці від 18 років та старших — 102,2 чоловіків також старших 18 років.
Середній дохід на одне домашнє господарство  становив 91 287 доларів США (медіана — 82 875), а середній дохід на одну сім'ю — 110 881 долар (медіана — 140 299). За межею бідності перебувало 5,2 % осіб, у тому числі 9,3 % дітей у віці до 18 років та 0,0 % осіб у віці 65 років та старших.
Цивільне працевлаштоване населення становило 338 осіб. Основні галузі зайнятості: виробництво — 20,7 %, науковці, спеціалісти, менеджери — 20,1 %, публічна адміністрація — 16,6 %, освіта, охорона здоров'я та соціальна допомога — 14,8 %.